# Big Brother - Fratele cel mare
Big Brother - Fratele cel mare este varianta românească a emisiunii concurs Big Brother creată în Olanda de compania Endemol. Show-ul a avut două sezoane, ambele difuzate de Prima TV. Postul de televiziune a făcut anunțul achiziționării formatului Big Brother la data de 2 decembrie 2002.

## Formatul concursului
Un grup de oameni locuiește împreună într-o casă izolată. Nu au la dispoziție televizor, internet, ziare sau ceasuri. Viața lor este înregistrată 24 de ore din 24 de camere tv ascunse în toate camerele casei. Participanții sunt complet izolați față de lumea exterioară. În fiecare săptămână, toți concurenții intră în Confesional unde nominalizează alți doi locatari pentru eliminare. Concurenții cu cele mai multe voturi negative sunt nominalizați. Timp de aproape o săptămână, telespectatorii decid prin vot, prin intermediul SMS-urilor sau apelurilor telefonice numele concurentului eliminat.
În fiecare săptămână, locatarii au de îndeplinit misiunea săptămânii. În funcție de succesul sau insuccesul misiunii, bugetul de cumpărături este crescut sau scăzut.
În săptămâna finală, telespectatorii votează cine își doresc să fie declarat câștigătorul sezonului. Persoana cu cele mai multe voturi pozitive este desemnat câștigător și primește marele premiu. În primul sezon, premiul în bani a fost de 50.000 de dolari americani, iar în sezonul al doilea a fost de 75.000 de dolari.

## Sezonul 1 (2003)
Primul sezon a debutat la data de 16 martie 2003 și s-a încheiat la 6 iulie 2003, având o durată de 112 zile. Gazdele concursului au fost Andreea Raicu și Virgil Ianțu. Câștigător a fost Sorin „Soso” Fișteag.
Casa a fost construită în zona Semănătoarea.
În iunie 2003, Laura Stanciu, purtătoarea de cuvânt a show-ului, a lansat o carte care conține informații din culisele acestui sezon.

### Locatari
| Nume                   | Vârstă | Ocupație           | Oraș natal      | Ref.          |
| ---------------------- | ------ | ------------------ | --------------- | ------------- |
| Adrian                 | 21     | DJ                 | Melinești, Dolj | [ 17 ]        |
| Alida Mocanu           | 26     | Studentă           | Ploiești        | [ 18 ] [ 19 ] |
| Andreea Vasile         | 22     | Studentă           | Râmnicu Vâlcea  | [ 20 ] [ 19 ] |
| Costel                 | 27     | Administrator      | Jibou, Zalău    | [ 21 ]        |
| Ernest Francisc Takacs | 22     | Student            | Petroșani       | [ 22 ] [ 19 ] |
| Florin Staicu          | 25     | Instructor de schi | Brașov          | [ 23 ] [ 19 ] |
| Iulia                  | 29     | Economist          | Baia Mare       | [ 24 ]        |
| Izabela                | 25     | Barman             | Satu Mare       | [ 25 ]        |
| Nicolae "Mumu" Covle   | 32     | Administrator      | Oradea          | [ 26 ] [ 19 ] |
| Nadira                 | 22     | Studentă           | Iași            | [ 27 ]        |
| Sorin "Soso" Fișteag   | 21     | Student            | Reșița          | [ 28 ] [ 19 ] |
| Violeta Ivu            | 24     | Director           | București       | [ 29 ] [ 19 ] |

### Tabelul nominalizărilor
Nominalizări publice: Primul locatar din fiecare căsuță a fost nominalizat pentru două puncte, iar al doilea pentru un punct.

## Sezonul 2 (2004)
Sezonul secund a fost produs de Endemol și a fost difuzat între 13 martie 2004 și 14 iunie 2004, cu o durată de 91 de zile. Gazde au rămas Andreea Raicu și Virgil Ianțu. The winner was Iustin.

### Locatari
| Nume            | Vârstă | Ocupație             | Oraș natal      | Ref.   |
| --------------- | ------ | -------------------- | --------------- | ------ |
| Aly             | 26     | Agent imobiliar      | Brașov          | [ 31 ] |
| Andreea         | 27     | Studentă             | București       | [ 32 ] |
| Ciprian Cavescu | 27     | Jurist               | Galați          | [ 33 ] |
| Daniel Burcea   | 24     | Barman               | Curtea de Argeș | [ 34 ] |
| Evelina         | 21     | Barman               | București       | [ 35 ] |
| Fily            | 29     | Inginer              | Drăgășani       | [ 36 ] |
| George          | 27     | Analist finalciar    | București       | [ 37 ] |
| Iustin Popovici | 23     | Pictor               | Cluj-Napoca     | [ 38 ] |
| Monica          | 22     | Studentă             | Râmnicu Vâlcea  | [ 39 ] |
| Raluca          | 22     | Assistant manager    | Deva            | [ 40 ] |
| Tino            | 26     | Antrenor de fitness  | București       | [ 41 ] |
| Virginia        | 29     | Creatoare de jucării | Baia Mare       | [ 42 ] |

### Tabelul nominalizărilor
|                      | #1                       | #2                    | #3                     | #4                           | #5                        | #6                        | #7                         | #8                 | Finala                       | Finala                       |
| -------------------- | ------------------------ | --------------------- | ---------------------- | ---------------------------- | ------------------------- | ------------------------- | -------------------------- | ------------------ | ---------------------------- | ---------------------------- |
| Iustin               | Evelina George           | Evelina Aly           | Fily Daniel            | Evelina Daniel               | Daniel George             | Daniel Monica             | ?                          | George Ciprian     | Câștigător (Ziua 94)         | Câștigător (Ziua 94)         |
| George               | Evelina Tino             | Evelina Aly           | Andreea Fily           | Evelina Virginia             | Virginia Fily             | Raluca Virginia           | ?                          | Iustin Monica      | Locul 2 (Ziua 94)            | Locul 2 (Ziua 94)            |
| Ciprian              | Evelina Tino             | Evelina Aly           | Andreea Fily           | Evelina Virginia             | Virginia Fily             | Virginia Raluca           | ?                          | Iustin Monica      | Locul 3 (Ziua 94)            | Locul 3 (Ziua 94)            |
| Raluca               | Evelina Aly              | Evelina Aly           | Evelina Andreea        | Evelina George               | Daniel George             | Daniel George             | ?                          | Iustin Monica      | Locul 4 (Ziua 94)            | Locul 4 (Ziua 94)            |
| Monica               | Evelina Aly              | Evelina Aly           | Fily Evelina           | Evelina Daniel               | Fily Daniel               | Virginia Raluca           | ?                          | George Ciprian     | Eliminat (Ziua 87)           | Eliminat (Ziua 87)           |
| Daniel               | Evelina Tino             | Evelina Aly           | Fily Andreea           | Virginia Evelina             | Virginia Fily             | Virginia Raluca           | ?                          | Eliminat (Ziua 79) | Eliminat (Ziua 79)           | Eliminat (Ziua 79)           |
| Virginia             | Evelina Tino             | Evelina Aly           | Andreea Evelina        | Fily Evelina                 | Ciprian Fily              | Daniel Monica             | Eliminat (Ziua 72)         | Eliminat (Ziua 72) | Eliminat (Ziua 72)           | Eliminat (Ziua 72)           |
| Fily                 | Evelina Virginia         | Evelina Aly           | Andreea Daniel         | Evelina Virginia             | Virginia Iustin           | Eliminat (Ziua 65)        | Eliminat (Ziua 65)         | Eliminat (Ziua 65) | Eliminat (Ziua 65)           | Eliminat (Ziua 65)           |
| Evelina              | Aly Tino                 | Aly Daniel            | Andreea Fily           | Fily Virginia                | Eliminat (Ziua 58)        | Eliminat (Ziua 58)        | Eliminat (Ziua 58)         | Eliminat (Ziua 58) | Eliminat (Ziua 58)           | Eliminat (Ziua 58)           |
| Andreea              | Tino Evelina             | Evelina Aly           | Fily Evelina           | Eliminat (Ziua 44)           | Eliminat (Ziua 44)        | Eliminat (Ziua 44)        | Eliminat (Ziua 44)         | Eliminat (Ziua 44) | Eliminat (Ziua 44)           | Eliminat (Ziua 44)           |
| Aly                  | Evelina Tino             | Evelina Fily          | Eliminat (Ziua 30)     | Eliminat (Ziua 30)           | Eliminat (Ziua 30)        | Eliminat (Ziua 30)        | Eliminat (Ziua 30)         | Eliminat (Ziua 30) | Eliminat (Ziua 30)           | Eliminat (Ziua 30)           |
| Tino                 | Evelina Aly              | Eliminat (Ziua 16)    | Eliminat (Ziua 16)     | Eliminat (Ziua 16)           | Eliminat (Ziua 16)        | Eliminat (Ziua 16)        | Eliminat (Ziua 16)         | Eliminat (Ziua 16) | Eliminat (Ziua 16)           | Eliminat (Ziua 16)           |
|                      |                          |                       |                        |                              |                           |                           |                            |                    |                              |                              |
| Nominalizări publice | Tino 26.3% Evelina 22.1% | Evelina 37% Aly 26.9% | Andreea 21.8% Fily 18% | Virginia 38.5% Evelina 25.2% | Virginia 58.9% Fily 13.7% | Virginia 31% Raluca 16.4% | Ciprian 20.6% Daniel 20.2% | ?                  | nimeni                       | nimeni                       |
|                      |                          |                       |                        |                              |                           |                           |                            |                    |                              |                              |
| Pentru eliminare     | Evelina Tino             | Evelina Aly           | Andreea Evelina        | Evelina Virginia             | Fily Virginia             | Daniel Virginia           | Ciprian Daniel             | Iustin Monica      | Ciprian George Iustin Raluca | Ciprian George Iustin Raluca |
| Eliminat             | Tino 63.4% să plece      | Aly 53.5% să plece    | Andreea 58% să plece   | Evelina 61.4% să plece       | Fily 70.4% să plece       | Virginia 50.1% să plece   | Daniel 61% să plece        | Monica ?% să plece | Raluca ?% să câștige         | Ciprian ?% să câștige        |
| Eliminat             | Tino 63.4% să plece      | Aly 53.5% să plece    | Andreea 58% să plece   | Evelina 61.4% să plece       | Fily 70.4% să plece       | Virginia 50.1% să plece   | Daniel 61% să plece        | Monica ?% să plece | George ?% să câștige         |                              |
| Rămas                | Evelina 36.6%            | Evelina 46.5%         | Evelina 42%            | Virginia 38.6%               | Virginia 29.6%            | Daniel 49.9%              | Ciprian 39%                | Iustin ?%          | Iustin 51% să câștige        | Iustin 51% să câștige        |

## Primirea și anularea
Show-ul a atras rapid atenția Bisericii Ortodoxe care i-a avertizat pe producători că „promovează prostituția și violența”. În primul sezon, concurenții au fost „timizi” și „s-au abținut” de la acțiuni sugestive, una dintre concurente fiind poreclită „fata cu pelerina” deoarece purta o pelerină de fiecare dată când intra la duș.
În timpul difuzării primului sezon, au apărut informații că imaginile difuzate erau înregistrate, nu în direct, ulterior aceste zvonuri fiind confirmate de purtătoarea de cuvânt a emisiunii care a explicat că din cauza vremii nefavorabile nu puteau fi difuzate în permanență imagini în direct.
Audiențele primului sezon au fost „dezamăgitoare”, în parte și din cauza solicitării Consiliului Național al Audiovizualului ca imaginile difuzate să nu depășească „limitele bunului simț”. Iar finala sezonului a fost depășită în audiențe de filmul indian Lanțul amintirilor, difuzat de Antena 1. 
În sezonul secund, concurenții au fost implicați în scene „picante”, iar Biserica Ortodoxă, Consiliul Național al Audiovizualului și persoane publice au criticat show-ul pentru „promovarea prostituției”. Au fost de asemenea telespectatori care au considerat că nu toate voturile publicului au fost luate în calcul.
În urma sancțiunilor de la CNA și a ratingurilor scăzute, Prima TV a decis să nu mai continue acest show din cauza costurilor ridicate de producție.